# Abu Arish (región)
La región de Abu Arish fue gobernada por jeques locales independientes desde el siglo XIII; estos sheiks llevaban el título de Sharif (noble de la familia del Profeta); pasó a soberanía de los imanes zayditas en 1627. Hacia 1750 los sheiks (Sharif) locales recobraron su independencia, y se sometieron a los wahabitas en 1802-1803 y después a los egipcios. Cuando estos abandonaron el país (1840) el sharif gobernante Husayn, de la familia Khayratida, recobró su independencia, tomó parte de la Tihama e incluso amenazó Adén, pero el Khayratida Hasan ben Muhammad perdió el poder ante los Banu Mughayd de Asir (1863) y después el territorio pasó a los otomanos (1872). Ocupada por los Idrisidas de Asir, pasó finalmente a los sauditas.

## Bandera de Abu Arish
La bandera de la dinastía local sharifiana (rama de los Khayratidas) era la tradicional roja.
- Datos: Q8184407